# Desayuno continental (álbum)
Desayuno continental es el décimo álbum de estudio de la banda de rock Hombres G, lanzado el 16 de noviembre de 2010.
Grabado en Madrid entre los estudios Red Led y la casa del productor Carlos Jean. Compuesto en un año y medio. Gran disco que recuerda a los Hombres G de siempre; en cuestión de un par de meses, y a pesar de la crisis existente en la industria discográfica, sobrepasa los 25.000 ejemplares sólo en España, en América funciona bastante bien, y la opinión de la crítica especializada es favorable. Las canciones del disco son las siguientes:

## Listado de canciones
1. Soy como tú - 3:22
2. Vete de mi - 4:34
3. El secreto de vivir - 3:51
4. Separados (Con Bebe)  - 4:10
5. Desayuno continental - 3:10
6. No puedo soportar perderte - 5:06
7. Morir entre semana - 3:30
8. Sistema solar - 4:15
9. Aprendiendo a volar - 3:16
10. Déjame quedarme - 4:15
11. El secreto de vivir (remix edición digital itunes) - 3:51

- Datos: Q5263646